# Ophiomorus latastii
Ophiomorus latastii é uma espécie de réptil escamado da família Scincidae.
Pode ser encontrada nos seguintes países: Israel, Jordânia, Palestina, Síria e possivelmente em Libano.
Os seus habitats naturais são: matagal árido tropical ou subtropical e matagais mediterrânicos.
Está ameaçada por perda de habitat.